# Oswald Miller
Oswald Miller (1892, data de morte desconhecida) foi um ciclista polonês. Competiu representando seu país, Polônia, em duas provas de ciclismo de estrada nos Jogos Olímpicos de Verão de 1924.